# Castelul din nori s-a sfărâmat (film)
The Girl Who Kicked the Hornets' Nest (suedeză Luftslottet som sprängdes) este un thriller dramatic suedez din 2009, regizat de Daniel Alfredson. Filmul e bazat pe bestsellerul The Girl Who Kicked the Hornets' Nest a scriitorului și jurnalistului suedez Stieg Larsson, a treia și ultima parte din Trilogia Millennium. Filmul a fost de asemenea ultimul film din carieră pentru actor veteran Per Oscarsson, care a decedat într-un incendiu de casă pe 31 decembrie 2010.

## Distribuție

Coverul DVD-ului britanic, 2010, prezentând un branding puternic pentru tema "fata cu un dragon tatuat"

- Noomi Rapace în rolul lui Lisbeth Salander
  - Tehilla Blad în rolul tinerei Lisbeth Salander
- Michael Nyqvist în rolul lui Mikael Blomkvist
- Lena Endre în rolul lui Erika Berger, editor Millennium
- Annika Hallin în rolul lui Annika Giannini, a lawyer and sister of Mikael Blomkvist
- Sofia Ledarp în rolul lui Malin Eriksson
- Jacob Ericksson în rolul lui Christer Malm, fotograf Millennium
- Georgi Staykov în rolul lui Alexander Zalachenko ("Zala")
- Aksel Morisse în rolul lui Dr. Jonasson
- Niklas Hjulström în rolul lui Prosecutor Ekström
- Micke Spreitz în rolul lui Ronald Niedermann
- Anders Ahlbom în rolul lui Dr. Peter Teleborian
- Hans Alfredson în rolul lui Evert Gullberg
- Lennart Hjulström în rolul lui Fredrik Clinton
- Carl-Åke Eriksson în rolul lui Bertil Janeryd
- Per Oscarsson în rolul lui Holger Palmgren
- Michalis Koutsogiannakis în rolul lui Dragan
- Mirja Turestedt în rolul lui Monica Figuerola
- Johan Kylén în rolul Inspectorului de poliție Jan Bublanski